# Metal Gear Solid: Social Ops
Metal Gear Solid: Social Ops (jap. メタルギア ソリッド ソーシャル・オプス) – poboczna gra z serii skradanek Metal Gear wydana na platformy mobilne Android i IOS przez Konami 6 grudnia 2012 roku. Rozgrywka polegała na wykorzystywaniu kart ze znanymi bohaterami z głównych odsłon cyklu i skradaniu się. Jej serwery miały zostać zamknięte 13 grudnia 2013 roku.

## Rozwój
Gra została zapowiedziana podczas 25-lecia franczyzy Metal Gear 30 sierpnia 2012 roku. Pokazano postacie i mechy z serii Metal Gear i udostępniono obraz promocyjny przedstawiający postacie z Metal Gear Solid 3: Snake Eater, Metal Gear Solid 4: Guns of the Patriots oraz Metal Gear Solid: Peace Walker.
Główna gra była darmowa, z dobrowolnymi płatnymi dodatkami. 